# Фолсом (Луїзіана)
Фолсом (англ. Folsom) — селище (англ. village) в США, в окрузі Сент-Таммані штату Луїзіана. Населення — 769 осіб (2020).

## Географія
Фолсом розташований за координатами 30°37′57″ пн. ш. 90°11′46″ зх. д. / 30.63250° пн. ш. 90.19611° зх. д. (30.632432, -90.196145).  За даними Бюро перепису населення США в 2010 році селище мало площу 4,28 км², з яких 4,26 км² — суходіл та 0,02 км² — водойми.

## Демографія
Згідно з переписом 2010 року, у селищі мешкало 716 осіб у 289 домогосподарствах у складі 201 родини. Густота населення становила 167 осіб/км².  Було 318 помешкань (74/км²).
Расовий склад населення:
| - 73,5 % — білих - 22,2 % — чорних або афроамериканців - 0,4 % — корінних американців - 2,8 % — осіб інших рас |

До двох чи більше рас належало 1,1 %. Частка іспаномовних становила 5,7 % від усіх жителів.
За віковим діапазоном населення розподілялося таким чином: 23,2 % — особи молодші 18 років, 64,4 % — особи у віці 18—64 років, 12,4 % — особи у віці 65 років та старші. Медіана віку мешканця становила 36,3 року. На 100 осіб жіночої статі у селищі припадало 88,9 чоловіків;  на 100 жінок у віці від 18 років та старших — 91,0 чоловіків також старших 18 років.
Середній дохід на одне домашнє господарство  становив 49 917 доларів США (медіана — 43 750), а середній дохід на одну сім'ю — 57 573 долари (медіана — 47 857). Медіана доходів становила 41 103 долари для чоловіків та 26 023 долари для жінок. За межею бідності перебувало 23,1 % осіб, у тому числі 28,7 % дітей у віці до 18 років та 13,5 % осіб у віці 65 років та старших.
Цивільне працевлаштоване населення становило 302 особи. Основні галузі зайнятості: освіта, охорона здоров'я та соціальна допомога — 22,2 %, науковці, спеціалісти, менеджери — 14,2 %, роздрібна торгівля — 11,6 %, будівництво — 11,3 %.